# Денкендорф (Баден-Вюртемберг)
Денкендорф (нім. Denkendorf) — громада в Німеччині, знаходиться в землі Баден-Вюртемберг. Підпорядковується адміністративному округу Штутгарт. Входить до складу району Есслінген.
Площа — 13,06 км2. Населення становить 11 207 ос. (станом на 31 грудня 2020).